# Список премьер-министров Шри-Ланки
Список премьер-министров Шри-Ланки включает в себя руководителей правительства страны, до 1972 года официально называвшейся Цейлон (от санскр. सिंहल द्वीप «Синхала двипа», остров сингалов), со времени образования первого правительства коронной колонии Британский Цейлон в 1947 году, в преддверии предоставления в 1948 году независимости доминиону Цейлон. До 1978 года премьер-министр Шри-Ланки (синг. ශ්‍රී ලංකා අග්‍රාමාත්‍ය, там. இலங்கை பிரதமர், англ. Prime Minister of Sri Lanka) являлся главой правительства, а до 1977 года традиционно совмещал полномочия министра обороны и иностранных дел (англ. Minister of External Affairs and Defence). В 1972 году страна была провозглашена Республикой Шри-Ланки, в 1977 году в её конституцию были внесены изменения, согласно которым главой правительства стал президент, а полномочия премьер-министра определены как его заместителя по руководству президентским кабинетом министров. В 1978 году эти положения были закреплены в новой конституции, провозгласившей страну Демократической Социалистической Республикой Шри-Ланки. В случае смерти, недееспособности или невозможности исполнять полномочия президента, премьер-министр замещает его до избрания преемника (что было реализовано в 1993 году после убийства президента Ранасингхе Премадасы, замещённого премьер-министром Дингири Виджетунге).
Применённая в первых столбцах таблицы нумерация является условной. Также условным является использование в первых столбцах цветовой заливки, служащей для упрощения восприятия принадлежности лиц к различным политическим силам без необходимости обращения к столбцу, отражающему партийную принадлежность. В столбце «Выборы» отражены состоявшиеся выборные процедуры, сформировавшие состав парламента, поддержавший правительство. Имена персон в списке последовательно приведены на сингальском и тамильском языках, являющихся в стране государственными (соответственно с 1956 года и 1987 года); для политико-исторических терминов, как правило, приводится их написание и на английском языке, имеющем статус официального.

## Список премьер-министров

### Британский Цейлон (1947—1948)

Флаг колонии

В коронной колонии Британский Цейлон (англ. British Ceylon, синг. බ්‍රිතාන්‍ය ලංකාව, там. பிரித்தானிய இலங்கை) исполнительной властью с 1798 года обладал губернатор (англ. Governor of Ceylon), назначаемый монархом (по совету британского премьер-министра), представлявший как монарха, так и британское правительство, и являвшийся главой исполнительного совета Цейлона.
Лишь после согласования в 1946 году проекта «конституции Солбери» с 23 августа по 20 сентября 1947 года были проведены парламентские выборы, по итогам которых получившая большинство Объединённая национальная партия 24 сентября сформировала правительство во главе с Доном Сенанаяке.
|        | Портрет | Имя (годы жизни)                                                         | Полномочия       | Полномочия     | Партия                           | Выборы | Кабинет         | Пр.                 |
| Начало | Портрет | Имя (годы жизни)                                                         | Окончание        |                | Партия                           | Выборы | Кабинет         | Пр.                 |
| ------ | ------- | ------------------------------------------------------------------------ | ---------------- | -------------- | -------------------------------- | ------ | --------------- | ------------------- |
| 1      |         | Дон Стивен Сенанаяке (1883—1952) синг. දොන් ස්ටීවන් සේනානායක там. டான் ஸ்டீபன் சேனாநாயக்க | 24 сентября 1947 | 4 февраля 1948 | Объединённая национальная партия | 1947   | Д. С. Сенанаяке | [ 9 ] [ 10 ] [ 11 ] |

### Цейлон (1948—1972)

Герб доминиона

4 февраля 1948 года вступила в силу «конституция Солбери», предоставившая Цейлону статус доминиона и распространившая на него правовую систему Вестминстерского статута. Главой доминиона Цейлон (англ. Dominion of Ceylon, синг. ලංකා ඩොමීනියන් රාජ්‍යය, там. இலங்கை மேலாட்சி) являлся британский монарх, представленный на острове генерал-губернатором (англ. Governor-general of Ceylon).
Правительство доминиона формировалось из числа депутатов Палаты представителей (нижней палаты парламента Цейлона) партией, получившей большинство на парламентских выборов. Формальное назначение номинированных парламентариями членов кабинета осуществлялось генерал-губернатором.
В 1960 году правительство возглавила Сиримаво Бандаранаике, избранная председателем Партии свободы после гибели в результате покушения её мужа Соломона Бандаранаике и ставшая первой в мире женщиной — премьер-министром. После возвращения к власти в 1970 году она же инициировала созыв Учредительной ассамблеи по разработке текста республиканской конституции.
|         | Портрет | Имя (годы жизни)                                                                                                  | Полномочия       | Полномочия       | Партия | Выборы      | Кабинет                | Пр.                         |
| Начало  | Портрет | Имя (годы жизни)                                                                                                  | Окончание        |                  | Партия | Выборы      | Кабинет                | Пр.                         |
| ------- | ------- | --- | ---------------- | ---------------- | --- | ----------- | ---------------------- | --------------------------- |
| 1       |         | Дон Стивен Сенанаяке (1883—1952) синг. දොන් ස්ටීවන් සේනානායක там. டான் ஸ்டீபன் சேனாநாயக்க                                          | 4 февраля 1948   | 22 марта 1952    | Объединённая национальная партия в коалиции с Цейлонской лейбористской партией и, с 3 сентября 1948 года, с Всецейлонским тамильским конгрессом               | [ комм. 5 ] | Д. С. Сенанаяке        | [ 7 ] [ 9 ] [ 10 ] [ 11 ]   |
| 2 (I)   |         | Дадли Шелтон Сенанаяке (1911—1973) синг. ඩඩ්ලි ශෙල්ටන් සේනානායක там. டட்லி செல்ட்டன் சேனாநாயக்க                                     | 26 марта 1952    | 12 октября 1953  | Объединённая национальная партия в коалиции с Цейлонской лейбористской партией и Всецейлонским тамильским конгрессом                                          | [ комм. 5 ] | Д. Ш. Сенанаяке (I)    | [ 7 ] [ 16 ] [ 17 ]         |
| 2 (I)   | 1952    | Дадли Шелтон Сенанаяке (1911—1973) синг. ඩඩ්ලි ශෙල්ටන් සේනානායක там. டட்லி செல்ட்டன் சேனாநாயக்க                                     | 26 марта 1952    | 12 октября 1953  | Объединённая национальная партия в коалиции с Цейлонской лейбористской партией и Всецейлонским тамильским конгрессом                                          |             | Д. Ш. Сенанаяке (I)    | [ 7 ] [ 16 ] [ 17 ]         |
| 3       |         | генерал, Сэр Джон Лайонел Котелавала (1895—1980) синг. ශ්‍රිමත් ජෝන් ලයනල් කොතලාවල там. சேர் ஜோன் கொத்தலாவலை                        | 12 октября 1953  | 12 апреля 1956   | Объединённая национальная партия в коалиции с Всецейлонским тамильским конгрессом                                                                             | Котелавала  | [ 7 ] [ 18 ]           |                             |
| 4       |         | Соломон Уэст Риджуэй Диас Бандаранаике (1899—1959) синг. සොලමන් වෙස්ට් රිජ්වේ ඩයස් බණ්ඩාරනායක там. சாலமன் வெஸ்ட் ரிட்ஜ்வே டயஸ் பண்டாரநாயக்கா | 12 апреля 1956   | 26 сентября 1959 | Партия свободы в коалиции с Виплавакари ланка сама самаджа парти                                                                                              | 1956        | Сол. Бандаранаике      | [ 19 ] [ 20 ] [ 21 ]        |
| 5       |         | Виджаянанда Даханаяке (1901—1997) синг. විජයානන්ද දහනායක там. விஜயானந்த தகநாயக்கா                                           | 26 сентября 1959 | 20 марта 1960    | Партия свободы | 1956        | Даханаяке              | [ 22 ] [ 23 ] [ 24 ]        |
| 2 (II)  |         | Дадли Шелтон Сенанаяке (1911—1973) синг. ඩඩ්ලි ශෙල්ටන් සේනානායක там. டட்லி செல்ட்டன் சேனாநாயக்க                                     | 20 марта 1960    | 21 июля 1960     | Объединённая национальная партия | 1960, март  | Д. Ш. Сенанаяке (II)   | [ 16 ] [ 17 ]               |
| 6 (I)   |         | Сиримаво Ратватте Диас Бандаранаике (1916—2000) синг. සිරිමාවෝ රත්වත්තේ ඩයස් බණ්ඩාරනායක там. சிறிமா ரத்வத்தே டயஸ் பண்டாரநாயக்கே          | 21 июля 1960     | 25 марта 1965    | Партия свободы в коалиции с Ланка сама самаджа парти | 1960, июль  | Сир. Бандаранаике (I)  | [ 13 ] [ 25 ] [ 26 ] [ 27 ] |
| 2 (III) |         | Дадли Шелтон Сенанаяке (1911—1973) синг. ඩඩ්ලි ශෙල්ටන් සේනානායක там. டட்லி செல்ட்டன் சேனாநாயக்க                                     | 25 марта 1965    | 29 мая 1970      | Объединённая национальная партия в коалиции с партиями Махаджана эксат перамуна, Илланкаи тамил арасу каччи и Шри-ланкийской социалистической партией свободы | 1965        | Д. Ш. Сенанаяке (III)  | [ 16 ] [ 17 ]               |
| 6 (II)  |         | Сиримаво Ратватте Диас Бандаранаике (1916—2000) синг. සිරිමාවෝ රත්වත්තේ ඩයස් බණ්ඩාරනායක там. சிறிமா ரத்வத்தே டயஸ் பண்டாரநாயக்கே          | 29 мая 1970      | 22 мая 1972      | Партия свободы в коалиции с Коммунистической партией Шри-Ланки                                                                                                | 1970        | Сир. Бандаранаике (II) | [ 13 ] [ 25 ] [ 26 ] [ 27 ] |

### Шри-Ланка (1972—1978)

Герб республики

С 1970 года специально созванная Учредительная ассамблея работала над текстом республиканской конституции, которая вступила в силу 22 мая 1972 года. В соответствии с нею страна становилась парламентской республикой (Республика Шри-Ланка, синг. රී ලංකා ප්‍ජනරජය, там. இலங்கை குடியரசு, англ. Republic of Sri Lanka), в которой полномочия правительства, отвечающего перед парламентом и формируемого из депутатов от партий, обладающих в нём большинством голосов, превалировали над полномочиями президента страны, провозглашённого главой государства. Был упразднён Сенат (верхняя палата парламента), члены нижней палаты стали депутатами однопалатной Национальной ассамблеи (до следующих выборов, назначенных через 5 лет после конституционных изменений). Президентом (англ. President of Sri Lanka, синг. ශ්‍රී ලංකා ජනාධිපති, там. இலங்கை சனாதிபதி) был избран последний генерал-губернатор Уильям Гопаллава.
Одержав победу на выборах 1977 года, Объединённая национальная партия во главе с Джуниусом Джаявардене, внесла 4 сентября 1977 года в конституцию поправки, сосредоточившие полноту исполнительной власти у президента, ставшего главой государства и правительства. Пост премьер-министра был переосмыслен, получив статус помощника президента по руководству правительством, при этом право его занять сохранилось у лидера партии или коалиции, выигравшей парламентские выборы. Первым президентом, получившим новый объём полномочий, стал оставивший для этого пост премьер-министра Джаявардене (4 февраля 1978 года).
|        | Портрет | Имя (годы жизни)                                                                                         | Полномочия     | Полномочия      | Партия                                                         | Выборы | Кабинет                | Президент                  | Пр.                         |
| Начало | Портрет | Имя (годы жизни)                                                                                         | Окончание      |                 | Партия                                                         | Выборы | Кабинет                | Президент                  | Пр.                         |
| ------ | ------- | --- | -------------- | --------------- | -------------------------------------------------------------- | ------ | ---------------------- | -------------------------- | --------------------------- |
| 6 (II) |         | Сиримаво Ратватте Диас Бандаранаике (1916—2000) синг. සිරිමාවෝ රත්වත්තේ ඩයස් බණ්ඩාරනායක там. சிறிமா ரத்வத்தே டயஸ் பண்டாரநாயக்கே | 22 мая 1972    | 23 июля 1977    | Партия свободы в коалиции с Коммунистической партией Шри-Ланки | (1970) | Сир. Бандаранаике (II) | Уильям Гопаллава           | [ 13 ] [ 25 ] [ 26 ] [ 27 ] |
| 7      |         | Джуниус Ричард Джаявардене (1906—1996) синг. ජුනියස් රිචඩ් ජයවර්ධන там. ஜூனியஸ் ரிச்சட் ஜயவர்தனா                       | 23 июля 1977   | 4 февраля 1978  | Объединённая национальная партия                               | 1977   | Джаявардене            | Уильям Гопаллава           | [ 31 ] [ 32 ] [ 33 ]        |
| 8      |         | Ранасингхе Премадаса (1924—1993) синг. රණසිංහ ප්‍රේමදාස там. ரணசிங்க பிரேமதாசா                                        | 4 февраля 1978 | 7 сентября 1978 | Объединённая национальная партия                               | 1977   | Джаявардене            | Джуниус Ричард Джаявардене | [ 34 ] [ 35 ] [ 36 ]        |

### ДСР Шри-Ланка (после 1978)
7 сентября 1978 года вступила в силу новая Конституция Шри-Ланки, по которой страна стала называться Демократическая Социалистическая Республика Шри-Ланка (синг. රී ලංකා ප්‍රජාතාන්ත්‍රික සමාජවාදී ජනරජය, там. இலங்கை சனநாயக சோசலிசக் குடியரசு, англ. Democratic Socialist Republic of Sri Lanka). Новая конституция сохранила основные положения, внесённые поправками 1977 года по установлению президентской республики, что косвенно отразилось в появлении традиции наименования кабинета министров по имени возглавляющего его президента, а не премьер-министра.
|             | Портрет                                                        | Имя (годы жизни)                                                                                         | Полномочия       | Полномочия | Партия | Выборы | Кабинет            | Президент                                     | Пр.                         |
| Начало      | Портрет                                                        | Имя (годы жизни)                                                                                         | Окончание        | | Партия | Выборы | Кабинет            | Президент                                     | Пр.                         |
| ----------- | -------------------------------------------------------------- | --- | ---------------- | --- | --- | --- | ------------------ | --------------------------------------------- | --------------------------- |
| 8           |                                                                | Ранасингхе Премадаса (1924—1993) синг. රණසිංහ ප්‍රේමදාස там. ரணசிங்க பிரேமதாசா                                        | 7 сентября 1978  | 3 марта 1989 | Объединённая национальная партия в коалиции с Цейлонским конгрессом рабочих | (1977) | Джаявардене        | Джуниус Ричард Джаявардене                    | [ 34 ] [ 35 ] [ 36 ]        |
| 8           | 1982 (р.)                                                      | Ранасингхе Премадаса (1924—1993) синг. රණසිංහ ප්‍රේමදාස там. ரணசிங்க பிரேமதாசா                                        | 7 сентября 1978  | 3 марта 1989 | Объединённая национальная партия в коалиции с Цейлонским конгрессом рабочих | | Джаявардене        | Джуниус Ричард Джаявардене                    | [ 34 ] [ 35 ] [ 36 ]        |
| 9           |                                                                | Дингири Банда Виджетунге (1922—2008) синг. ඩිංගිරි බණ්ඩා විජේතුංග там. டிங்கிரி பண்ட விஜேதுங்க                              | 3 марта 1989     | 7 мая 1993 | Объединённая национальная партия в коалиции с Цейлонским конгрессом рабочих | 1989 | Премадаса          | Ранасингхе Премадаса                          | [ 38 ] [ 39 ] [ 40 ]        |
| 10 (I)      |                                                                | Ранил Викрамасингхе (1949—) синг. රනිල් වික්‍රමසිංහ там. ரணில் விக்ரமசிங்க                                             | 7 мая 1993       | 19 августа 1994 | Объединённая национальная партия | 1989 | Виджетунге         | Дингири Банда Виджетунге                      | [ 41 ] [ 42 ] [ 43 ] [ 44 ] |
| 11          |                                                                | Чандрика Бандаранаике Кумаратунга (1945—) синг. චන්ද්‍රිකා බන්ඩාරනායක කුමාරතුංග там. சந்திரிகா பண்டாரநாயக்கே குமாரதுங்கா            | 19 августа 1994  | 12 ноября 1994 | Партия свободы в составе Народного альянса | 1994 | Виджетунге         | Дингири Банда Виджетунге                      | [ 45 ] [ 46 ] [ 47 ] [ 48 ] |
| 6 (III)     |                                                                | Сиримаво Ратватте Диас Бандаранаике (1916—2000) синг. සිරිමාවෝ රත්වත්තේ ඩයස් බණ්ඩාරනායක там. சிறிமா ரத்வத்தே டயஸ் பண்டாரநாயக்கே | 12 ноября 1994   | 10 августа 2000 | Партия свободы в составе Народного альянса | 1994 | Кумаратунга        | Чандрика Бандаранаике Кумаратунга             | [ 13 ] [ 25 ] [ 26 ] [ 27 ] |
| 12 (I—II)   |                                                                | Ратнасири Викреманаяке (1933—2016) синг. රත්නසිරි වික්‍රමනායක там. ரத்னசிறி விக்கிரமநாயக்க                               | 10 августа 2000  | 19 октября 2000 | Партия свободы в составе Народного альянса | 1994 | Кумаратунга        | Чандрика Бандаранаике Кумаратунга             | [ 49 ] [ 50 ] [ 51 ] [ 52 ] |
| 12 (I—II)   | 19 октября 2000                                                | Ратнасири Викреманаяке (1933—2016) синг. රත්නසිරි වික්‍රමනායක там. ரத்னசிறி விக்கிரமநாயக்க                               | 9 декабря 2001   | Партия свободы в коалиции с Махаджана эксат перамуна, Народной демократической партией Илама, Цейлонским конгрессом рабочих и Шри-ланкийским мусульманским конгрессом                                                                                                | 2000 | | Кумаратунга        | Чандрика Бандаранаике Кумаратунга             | [ 49 ] [ 50 ] [ 51 ] [ 52 ] |
| 10 (II)     |                                                                | Ранил Викрамасингхе (1949—) синг. රනිල් වික්‍රමසිංහ там. ரணில் விக்ரமசிங்க                                             | 9 декабря 2001   | 6 апреля 2004 | Объединённая национальная партия в коалиции с Партией свободы, Махаджана эксат перамуна, Народной демократической партией Илама, Цейлонским конгрессом рабочих и Шри-ланкийским мусульманским конгрессом | 2001 | Кумаратунга        | Чандрика Бандаранаике Кумаратунга             | [ 41 ] [ 42 ] [ 43 ] [ 44 ] |
| 13 (I)      |                                                                | Перси Махендра Раджапакса (1945—) синг. පර්සි මහේන්ද්‍ර රාජපක්ෂ там. பேர்சி மகேந்திரா ராசபக்ச                              | 6 апреля 2004    | 21 ноября 2005 | Партия свободы в составе Объединённого народного альянса свободы, в коалиции с Шри-ланкийским мусульманским конгрессом и Джатика хела урумая                                                             | 2004 | Кумаратунга        | Чандрика Бандаранаике Кумаратунга             | [ 53 ] [ 54 ] [ 55 ] [ 56 ] |
| 12 (III)    |                                                                | Ратнасири Викреманаяке (1933—2016) синг. රත්නසිරි වික්‍රමනායක там. ரத்னசிறி விக்கிரமநாயக்க                               | 21 ноября 2005   | 21 апреля 2010 | Партия свободы в составе Объединённого народного альянса свободы, в коалиции с Шри-ланкийским мусульманским конгрессом и Джатика хела урумая                                                             | 2004 | М. Раджапакса      | Перси Махендра Раджапакса                     | [ 49 ] [ 50 ] [ 51 ] [ 52 ] |
| 14          |                                                                | Дисанаяка Мудиянселаге Джаяратне (1931—2019) синг. දිසානායක මුදියන්සේලාගේ ජයරත්න там. திசாநாயக்க முதியன்சேலாகே ஜயரத்ன         | 21 апреля 2010   | 9 января 2015 | Партия свободы в составе Объединённого народного альянса свободы, в коалиции с Шри-ланкийским мусульманским конгрессом и Джатика хела урумая                                                             | 2010 | М. Раджапакса      | Перси Махендра Раджапакса                     | [ 57 ] [ 58 ] [ 59 ]        |
| 10 (III—IV) |                                                                | Ранил Викрамасингхе (1949—) синг. රනිල් වික්‍රමසිංහ там. ரணில் விக்ரமசிங்க                                             | 9 января 2015    | 24 августа 2015 | Объединённая национальная партия в коалиции с Партией свободы, Всецейлонским конгрессом Маккал, Национальным союзом рабочих, Шри-ланкийским мусульманским конгрессом и Джатика хела урумая               | 2010 | Сирисена (I)       | Паллеуатте Гамаралаге Майтрипала Япа Сирисена | [ 41 ] [ 42 ] [ 43 ] [ 44 ] |
| 10 (III—IV) | 24 августа 2015                                                | Ранил Викрамасингхе (1949—) синг. රනිල් වික්‍රමසිංහ там. ரணில் விக்ரமசிங்க                                             | 26 октября 2018  | Объединённая национальная партия в коалиции с Партией свободы, Всецейлонским конгрессом Маккал, Национальным союзом рабочих, Демократическим народным фронтом, Демократическим национальным движением, Шри-ланкийским мусульманским конгрессом и Джатика хела урумая | 2015 | Сирисена (II) |                    | Паллеуатте Гамаралаге Майтрипала Япа Сирисена | [ 41 ] [ 42 ] [ 43 ] [ 44 ] |
| 13 (II)     |                                                                | Перси Махендра Раджапакса (1945—) синг. පර්සි මහේන්ද්‍ර රාජපක්ෂ там. பேர்சி மகேந்திரா ராசபக்ச                              | 26 октября 2018  | 16 декабря 2018 | 2015 | Партия свободы в коалиции с Народной демократической партией Илама, Махаджана эксат перамуна, Демократическим левым фронтом, Объединённой национальной партией, Цейлонским конгрессом рабочих и Джатика нидахас перамуна                                                                     | Сирисена (III)     | Паллеуатте Гамаралаге Майтрипала Япа Сирисена | [ 53 ] [ 54 ] [ 55 ] [ 56 ] |
|             | Народный фронт Шри-Ланки в той же коалиции и с Партией свободы | Перси Махендра Раджапакса (1945—) синг. පර්සි මහේන්ද්‍ර රාජපක්ෂ там. பேர்சி மகேந்திரா ராசபக்ச                              | 26 октября 2018  | 16 декабря 2018 | 2015 | | Сирисена (III)     | Паллеуатте Гамаралаге Майтрипала Япа Сирисена | [ 53 ] [ 54 ] [ 55 ] [ 56 ] |
| 10 (V)      |                                                                | Ранил Викрамасингхе (1949—) синг. රනිල් වික්‍රමසිංහ там. ரணில் விக்ரமசிங்க                                             | 16 декабря 2018  | 21 ноября 2019 | 2015 | Объединённая национальная партия в коалиции с Национальным союзом рабочих, Демократическим народным фронтом, Джатика хела урумая и, до 3 июня 2019 года, с Всецейлонским конгрессом Маккал и Шри-ланкийским мусульманским конгрессом                                                         | Сирисена (IV)      | Паллеуатте Гамаралаге Майтрипала Япа Сирисена | [ 41 ] [ 42 ] [ 43 ] [ 44 ] |
| 13 (III—V)  |                                                                | Перси Махендра Раджапакса (1945—) синг. පර්සි මහේන්ද්‍ර රාජපක්ෂ там. பேர்சி மகேந்திரா ராசபக்ச                              | 21 ноября 2019   | 12 августа 2020 | 2015 | Народный фронт Шри-Ланки в составе Шри-ланкийского народного альянса свободы | Г. Раджапакса (I)  | Нандасена Готабая Раджапакса                  | [ 53 ] [ 54 ] [ 55 ] [ 56 ] |
| 13 (III—V)  | 12 августа 2020                                                | Перси Махендра Раджапакса (1945—) синг. පර්සි මහේන්ද්‍ර රාජපක්ෂ там. பேர்சி மகேந்திரா ராசபக்ச                              | 18 апреля 2022   | Народный фронт Шри-Ланки в коалиции с Партией свободы и Народной демократической партией Илама | 2020 | Г. Раджапакса (II) |                    | Нандасена Готабая Раджапакса                  | [ 53 ] [ 54 ] [ 55 ] [ 56 ] |
| 13 (III—V)  | 18 апреля 2022                                                 | Перси Махендра Раджапакса (1945—) синг. පර්සි මහේන්ද්‍ර රාජපක්ෂ там. பேர்சி மகேந்திரா ராசபக்ச                              | 12 мая 2022      | Народный фронт Шри-Ланки в коалиции с Народной демократической партией Илама | 2020 | Г. Раджапакса (III) |                    | Нандасена Готабая Раджапакса                  | [ 53 ] [ 54 ] [ 55 ] [ 56 ] |
| 10 (VI)     |                                                                | Ранил Викрамасингхе (1949—) синг. රනිල් වික්‍රමසිංහ там. ரணில் விக்ரமசிங்க                                             | 12 мая 2022      | 21 июля 2022 | 2020 | Объединённая национальная партия в коалиции с Шри-ланкийским народным альянсом свободы и Народной демократической партией Илама | Г. Раджапакса (IV) | Нандасена Готабая Раджапакса                  | [ 41 ] [ 42 ] [ 43 ] [ 44 ] |
| 15          |                                                                | Динеш Чандра Рупасинге Гунавардена (1949—) синг. දිනේෂ් චන්ද්‍ර රූපසිංහ ගුණවර්ධන там. தினேஷ் சந்திர ரூபசிங்க குணவர்தன          | 22 июля 2022     | 23 сентября 2024 | 2020 | Объединённая народная партия в коалиции с Объединённой национальной партией, Народным фронтом Шри-Ланки, Партией свободы, Объединённой народной властью, Народной демократической партией Илама, Шри-ланкийским мусульманским конгрессом, с 19 января 2023 года с Конгрессом рабочих Цейлона | Викрамасингхе      | Ранил Викрамасингхе                           | [ 60 ] [ 61 ]               |
| 16 (I—II)   |                                                                | Харини Нирека Амарасурия (1970—) синг. හරිනි නිරේකා අමරසූරිය там. ஹரிணி நிரேகா அமரசூரிய                                | 24 сентября 2024 | 18 ноября 2024 | 2020 | Джанатха Вимукти Перамуна | Диссанаяке (I)     | Анура Кумара Диссанаяке                       | [ 62 ]                      |
| 16 (I—II)   | 18 ноября 2024                                                 | Харини Нирека Амарасурия (1970—) синг. හරිනි නිරේකා අමරසූරිය там. ஹரிணி நிரேகா அமரசூரிய                                | действующий      | 2024 | Диссанаяке (II) | Джанатха Вимукти Перамуна |                    | Анура Кумара Диссанаяке                       | [ 62 ]                      |